# صيد الأشباح
صيد الأشباح هو عملية التحقيق في المواقع التي يقال أنها مسكونة بالأشباح، ومحاولة إيقاف أو طرد أو حتى قتل تلك الأشباح أن كان ذلك ممكنا. عادة، سيحاول فريق صيد الأشباح جمع الأدلة التي تدعم وجود نشاط غير طبيعي. يستخدم صائدو الأشباح مجموعة متنوعة من الأجهزة الإلكترونية بما في ذلك عدادات EMF، ومقاييس الحرارة الرقمية، وكاميرات الفيديو الرقمية المحمولة والثابتة بما في ذلك كاميرات الرؤية الحرارية والليلية، ونظارات الرؤية الليلية، بالإضافة إلى مسجلات الصوت الرقمية. كما تُسْتَخْدَمُ تقنيات أخرى أكثر تقليدية، مثل إجراء المقابلات والبحث في تاريخ المواقع التي يُزعم أنها مسكونة. يشير صائدو الأشباح إلى أنفسهم على أنهم محققون في النشاطات الغير طبيعية أو كما تسمى بالخوارق.
تعرض صيد الأشباح لانتقادات شديدة بسبب رفضه للمنهج العلمي. لم تتمكن أي دراسة علمية من تأكيد وجود الأشباح. يعتبر صيد الأشباح علمًا زائفًا من قبل الغالبية العظمى من المعلمين والأكاديميين وكتاب العلوم.

## إحصائيات وإعتقادات
وفقًا لمسح أجرته وكالة أسوكياتيد بريس ووكالة ايبسوس في أكتوبر 2008، قال 34% من الأمريكيين إنهم يؤمنون بوجود الأشباح. علاوة على ذلك، أظهر استطلاع للرأي أجرته مؤسسة غالوب في 6-8 يونيو 2005 أن 32% الأمريكيين يعتقدون أن الأشباح موجودة، مع تراجع الإيمان بوجودها مع تقدم العمر. بعد إجراء مسح لثلاث دول وهن الولايات المتحدة وكندا والمملكة المتحدة، ذكر الاستطلاع أيضًا أن عددًا أكبر من الناس يؤمنون بالمنازل المسكونة أكثر من أي من العناصر الخارقة الأخرى التي اُخْتُبِرَت في الاستطلاع، وكانت النسب هي 37% من الأمريكيين، 28% من الكنديين و40% من البريطانيين.
في عام 2002، حددت المؤسسة الوطنية للعلوم المنازل المسكونة والأشباح والتواصل مع الموتى بين المجالات العلمية الزائفة.